# Odontocolon rufiventris
Odontocolon rufiventris là một loài tò vò trong họ Ichneumonidae.